# St. Georg (Aßling)

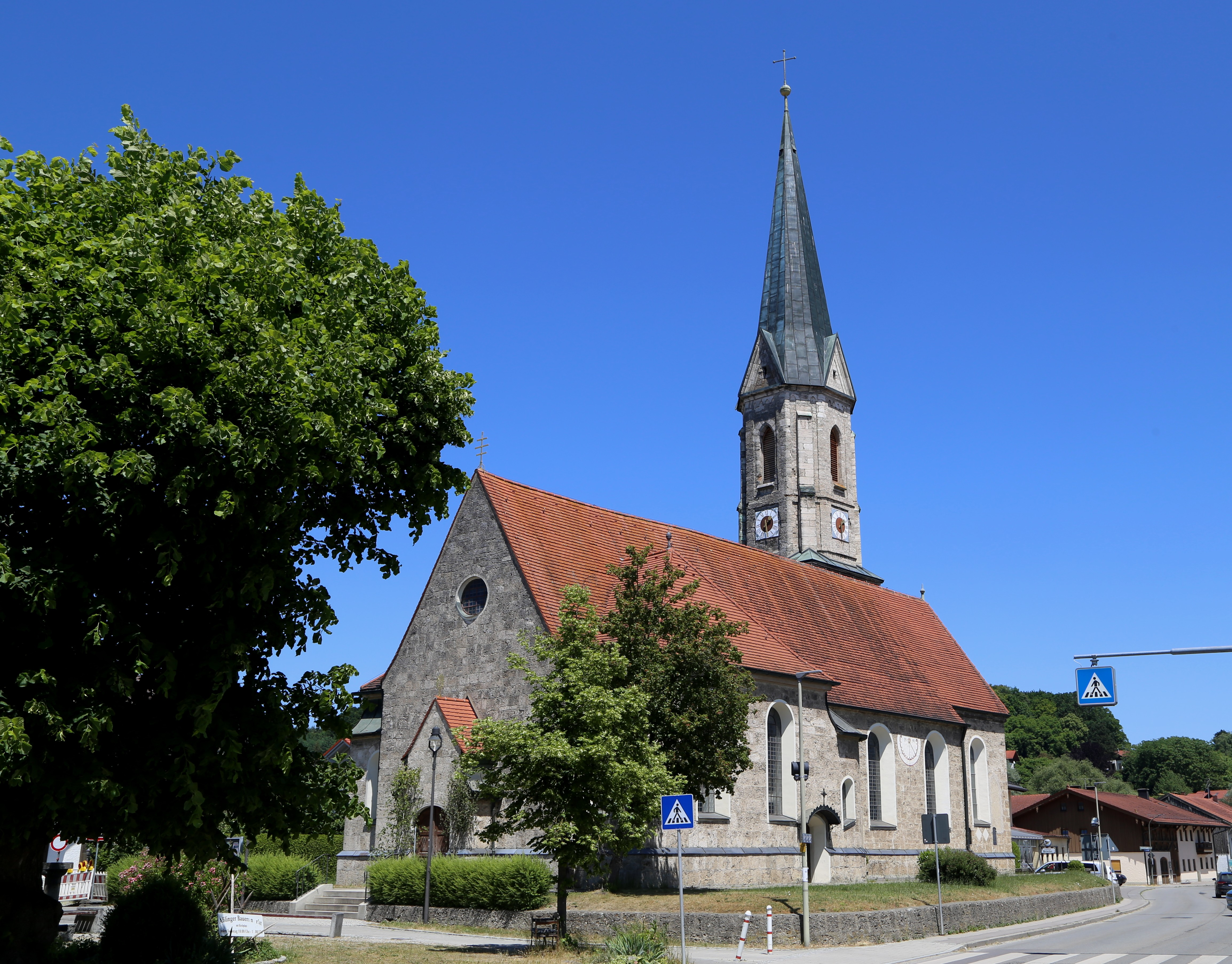
St. Georg in Aßling

St. Georg ist die römisch-katholische Pfarrkirche in Aßling, einer Gemeinde im oberbayerischen Landkreis Ebersberg. Das Bauwerk ist in der Liste der Baudenkmäler in Aßling unter der Nr. D-1-75-112-1 eingetragen. Die Kirche gehört zum Dekanat Ebersberg im Erzbistum München und Freising.

## Beschreibung

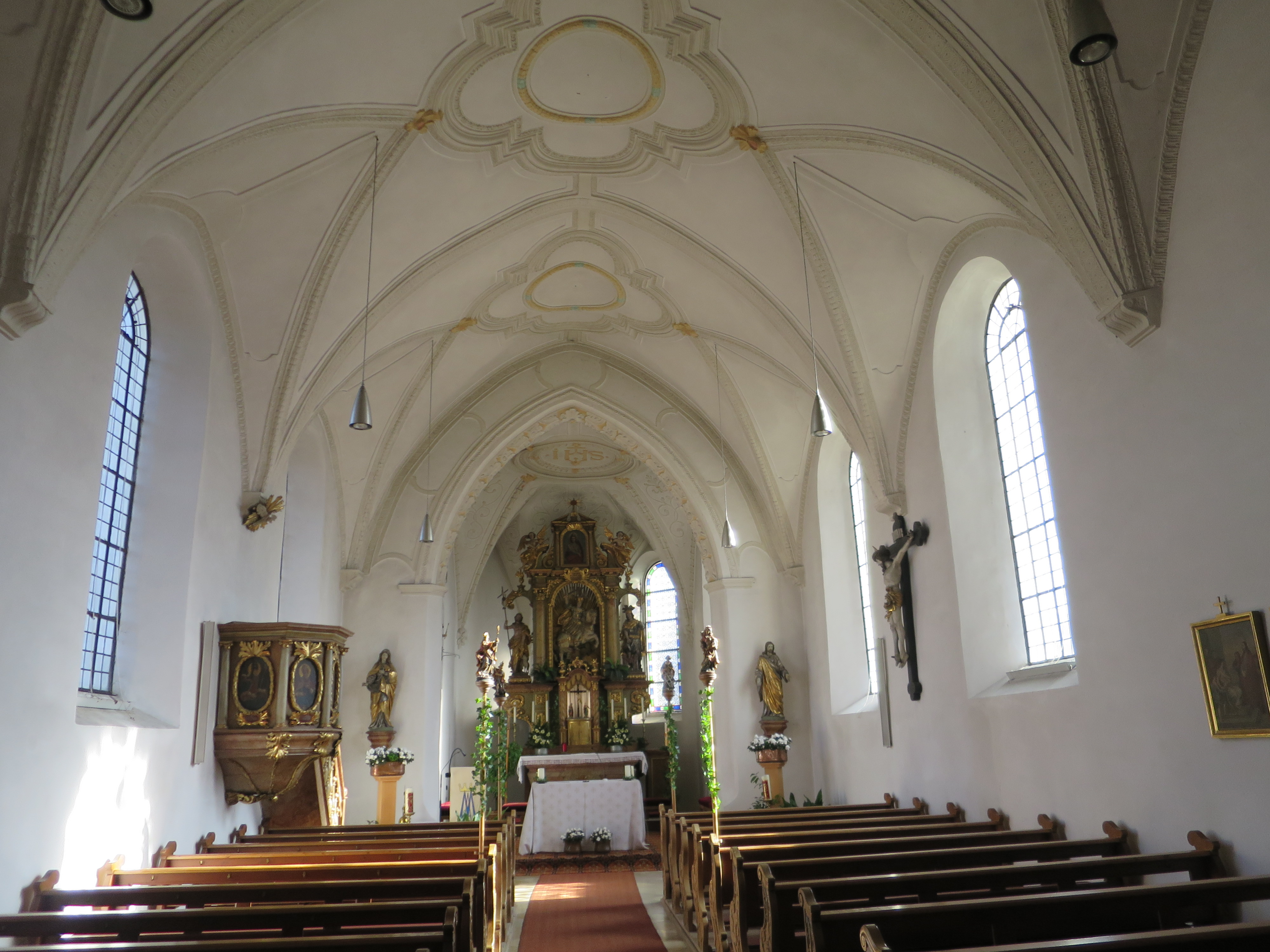
St. Georg, Innenansicht mit Blick zum Chor

Die spätgotische Saalkirche aus Quadermauerwerk wurde 1592 erbaut, 1681 barock verändert und 1910/11 nach einem Entwurf von Joseph Elsner junior wesentlich umgestaltet. Sie besteht aus einem Langhaus, das im Westen von zwei Anbauten flankiert wird, einem eingezogenen, dreiseitig geschlossenen Chor im Osten und einem Chorflankenturm an der Nordwand des Chors. Die achteckigen Obergeschosse des mit einem spitzen Helm bedeckten Turms enthalten den Glockenstuhl und die Turmuhr. 
Zur Kirchenausstattung gehört ein erneuerter, von den Statuen des Johannes dem Täufer und des Florian von Lorch flankierter Hochaltar, auf dem sich eine geschnitzte Skulptur des hl. Georg befindet.
Die Orgel wurde 1956 von der Orgelbau Carl Schuster & Sohn gebaut.